# گیتانجالی رائو
گیتانجالی رائو (انگلیسی: Gitanjali Rao؛ زادهٔ ۱۹۷۲) کارگردان فیلم، پویانما و بازیگر اهل هند است.
پویانمایی رنگین کمان چاپ شده که وی آن را کارگردانی کرده در بخش هفته منتقدان جشنواره فیلم کن ۲۰۰۶ به نمایش درآمده است.